# Tokunagaia fasciata
Tokunagaia fasciata är en tvåvingeart som beskrevs av Liu och Wang 2006. Tokunagaia fasciata ingår i släktet Tokunagaia och familjen fjädermyggor. Inga underarter finns listade i Catalogue of Life.